# Ojkovica
Ojkovica (en serbe cyrillique : Ојковица) est un village de Serbie situé dans la municipalité de Nova Varoš, district de Zlatibor. Au recensement de 2011, il comptait 227 habitants.

## Démographie
| 1948 | 1953 | 1961 | 1971 | 1981 | 1991 | 2002 | 2011 |
| ---- | ---- | ---- | ---- | ---- | ---- | ---- | ---- |
| 929  | 954  | 953  | 749  | 521  | 406  | 290  | 227  |

|  |